# SpoonWep
SpoonWepは無線LANのパスワードを解析するAircrack-ngをGUIで操作可能にしたソフトウェア。Javaで記述されている。WEPのパスワードを解析するが、WPAを解析するSpoonWPAもここで記述する。